# Válogatásalbumok listája
Ez a lista a különböző zenei előadók slágerválogatás-nagylemezeit (Greatest Hits, Grandes éxitos stb.) tartalmazza.
| Ábécé szerinti tartalomjegyzék                                                                           |
| --- |
| A, Á B C Cs D Dz Dzs E, É F G Gy H I, Í J K L Ly M N Ny O, Ó Ö, Ő P Q R S Sz T Ty U, Ú Ü, Ű V W X Y Z Zs |

## 2
- 2Pac
  - Greatest Hits (1998)

## A
- Aaliyah
  - I Care 4 U (2003)
  - Ultimate Aaliyah (2005)
- Anastacia
  - Pieces of a Dream (2005)
- Aqua
  - Cartoon Heroes: The Best of Aqua (2002)
  - Greatest Hits (2009)

## B
- Barry White
  - Greatest HIts (1994)
- Bee Gees
  - All Time Greatest Hits (1976)
  - Bee Gees 20 Greatest Hits (1978)
  - 16 Greatest Hits (1983)
  - Bee Gees Greatest Hits (1986)
  - Bee Gees Their Greatest Hits 3 Gold (2004)
- Björk
  - Greatest Hits
- Bob Dylan
  - Bob Dylan’s Greatest Hits
- Bonnie Tyler
  - All the Best 3 CD Box
  - Comeback: Single Collection ’90–’94 (Bonnie Tyler)
  - The Best
  - From the Heart – Bonnie Tyler Greatest Hits
  - Gold Collection (Bonnie Tyler)
  - Greatest Hits (Bonnie Tyler)
  - Heaven & Hell
  - Holding Out for a Hero (2CD)
  - Power & Passion - The Very Best Of Bonnie Tyler (2CD)
  - Steel Box Collection (Bonnie Tyler Greatest Hits)
  - The Essential Bonnie Tyler (2CD)
  - The Greatest Hits (Bonnie Tyler)
  - The Hits of Bonnie Tyler LP
  - The Very Best of Bonnie Tyler
  - The Very Best of Bonnie Tyler Volume 1.
  - The Very Best of Bonnie Tyler Volume 2.
  - Total Eclipse – The Bonnie Tyler Anthology (2CD)
- Brandy
  - The Best of Brandy (2005)
- Britney Spears
  - Greatest Hits: My Prerogative (2004)
  - The Singles Collection (2009)
- Bruce Springsteen
  - Greatest Hits (1995)

## C
- Cliff Richard
  - The Whole Story: His Greatest Hits (2001)

## E
- Enya
  - Paint the Sky with Stars (1997)

## F
- Foo Fighters
  - Greatest Hits (2009)

## H
- Horváth Charlie
  - Greatest Hits (1999)
  - Greatest Hits 2 (2004)

## J
- Janet Jackson
  - Design of a Decade 1986/1996 (1995)
  - The Best (2009)

## K
- Kylie Minogue
  - Greatest Hits (1992)

## M
- Mariah Carey
  - #1’s (1998)
  - Greatest Hits (2001)
  - The Ballads (2008)
  - Playlist: The Very Best of Mariah Carey (2010)
- Michael Jackson
  - The Best of Michael Jackson (1975)
  - Anthology (1986)
  - HIStory: Past, Present and Future, Book I (1995)
  - Number Ones (2003)
  - Michael Jackson: The Ultimate Collection (2004)
  - Visionary: The Video Singles (2006)
  - This Is It (2009)
- Matchbox Twenty
  - Exile on Mainstream (2007)

## O
- Olivia Newton-John
  - First Impressions  (1974)
  - Crystal Lady  (1976)
  - Olivia Newton-John’s Greatest Hits  (1978)
  - Olivia’s Greatest Hits Vol.2 (1982)
  - Back to Basics: The Essential Collection (1992)
  - Olivia Newton-John: 48 Original Tracks  (1994) 
  - Country Girl  (1998)
  - The Best of Olivia Newton-John  (1999))
  - Magic (Olivia Newton-John-album)  (2001)
  - The Definitive Collection  (2002)
  - 40/40 - The Best Selection  (2011)
- Omega
  - Omega Ensemble Budapest (1970)
  - Omega (1972)
  - Omega (1975)
  - On Tour (1977)
  - Aranyalbum 1969–1971 (1979)
  - Legendás kislemezek 1967–1971 (1984)
  - Platina (1988)
  - Az Omega összes kislemeze 1967–1971 (1992)
  - Dream (1994)
  - Happy (1994)
  - Heavy (1994)
  - Space (1994)
  - Az Omega-koncertek legnagyobb sikerei eredeti felvételeken (1994)
  - Best of… – Their Greatest Hits from the Sixties in English (1994)
  - Titanium 1962–2002 (2001)
  - Best of Omega Vol.1: 1965–1975 (2005)
  - Best of Omega Vol.2: 1976–1980 (2005)
  - Best of Omega Vol.3: 1981-2007 (2007)
  - Kiabálj, énekelj! – kislemezek, ritkaságok 1967–2006
  - Ten Thousand Paces (2011)

## P
- Presser Gábor
  - A zeneszerző – Presser Gábor (talán) legszebb dalai (szerzői lemez, 1998)
  - A zeneszerző 2. (szerzői lemez, 2000)
  - A zeneszerző 3. – Szerelmes dalok (szerzői lemez, 2002)
  - A zeneszerző 4. – Legszínházibb dalai (szerzői lemez, 2004)

## Q
- Queen
  - Greatest Hits (1981)
  - Greatest Hits II (1991)
  - Greatest Hits I & II (1995)
  - Greatest Hits III (1999)
  - The Platinum Collection (2000)

## R
- Republic
  - Az évtized dalai – Szerelmes dalok (1999)
  - Az évtized dalai – Népi-zenei dalok (1999)
  - Az évtized dalai – Közérzeti dalok (1999)
  - Aranyalbum 1990–2000 (2000)
  - Törmelék (2003)
  - Aranyalbum 2. 2000–2010 (2009)
- Robbie Williams
  - Greatest Hits (Robbie Williams-album) (2004)
  - In and Out of Consciousness: The Greatest Hits 1990–2010 (2010)
  - The Ego Has Landed (1999)

## S
- Shakira
  - Grandes éxitos (2002)
- Sweetbox
  - Best of Sweetbox (2005)
  - Complete Best (2007)
  - Rare Tracks (2008)
  - Sweet Wedding Best (2008)
  - Sweet Perfect Box (2008)

## T
- Thalía
  - Grandes éxitos (2004)
  - Greatest Hits (2004)
  - Thalía con banda – grandes éxitos (2001)
- TLC
  - Now and Forever: The Hits (2004)
  - Crazy Sexy Hits: The Very Best of TLC (2007)
  - We Love TLC (2009)
- The Offspring
  - Greatest Hits (2005)
- Toni Braxton
  - Ultimate Toni Braxton (2003)
  - Platinum & Gold Collection (2004)
  - The Essential Toni Braxton (2007)

## W
- Whitney Houston
  - Whitney: The Greatest Hits (2000)
  - Love, Whitney (2001)
  - The Ultimate Collection (2007)